# Hypertragulidae
Famille
Les Hypertragulidae (hypertragulidés en français) sont une famille éteinte de mammifères artiodactyles ayant vécu de l'Éocène au Miocène entre −46 millions d’années et −13 millions d’années.

## Description
Ces espèces étaient de petits ruminants ressemblant à des chevrotains dont la masse ne dépassait pas 2 à 5 kg.

## Liste des genres et sous-familles
Selon BioLib (4 décembre 2020) :
- genre Andegameryx Ginsburg, 1971 †
- genre Hypertragulus Cope, 1874 †
- genre Hypisodus Cope, 1873 †
- genre Nanotragulus Lull, 1922 †
- genre Notomeryx Qiu, 1978 †

Selon Paleobiology Database (4 décembre 2020) :
- genre Andegameryx
- sous-famille Hypertragulinae
- genre Hypertragulus
- genre Nanotragulus